# Denderoordstraat
De Denderoordstraat is een straatnaam en helling in de Vlaamse Ardennen gelegen in Overboelare in de Belgische provincie Oost-Vlaanderen, net ten zuiden van Geraardsbergen. De helling wordt ook aangeduid als Denderoordberg of Sanatoriumberg. De Denderoordstraat beklimt dezelfde heuvel als de Muur van Geraardsbergen en de klim Boelarebos en Overberg.
De beklimming start een stuk na de rivier de Dender en loopt over kasseitjes omhoog naast een bos, net ten zuiden van Boelarebos.

## Wielrennen
In de BinckBank Tour (Benelux Tour) in 2021 wordt de helling 3 maal opgenomen in het lokale parkoers in de 7e etappe tussen Namen en Geraardsbergen. De helling wordt ook opgenomen in de Stadsprijs Geraardsbergen. Daarna vond ook de Eneco Tour zijn weg naar de helling.